# 三甲苯
三甲苯是一类芳香烃，結構由苯环上有三个甲基取代，分子式为C9H12。三甲苯有三个同分异构体：
- 均三甲苯，即1,3,5-三甲基苯，是最熟知的異構物[3]
- 偏三甲苯，即1,2,4-三甲基苯
- 连三甲苯，即1,2,3-三甲基苯

它们均属于C3苯。